# 246e division d'infanterie
La  246e division d'infanterie (en allemand : 246. Infanterie-Division ou 246. ID) qui deviendra la  246e Volksgrenadier Division (en allemand : 246. Volks-Grenadier-Division ou 246. VGD) est une des divisions d'infanterie de l'armée allemande (Wehrmacht) durant la Seconde Guerre mondiale.

## Historique
La 246. Infanterie-Division est formée le 26 août 1939 à Darmstadt dans le Wehrkreis XII avec du personnel de la Landwehr en tant qu'élément de la 3. Welle (3e vague de mobilisation).
Elle participe à la bataille de France avec la 1. Armee au sein de l'Heeresgruppe C. Elle est renvoyée sur l'Allemagne avant de revenir dans le Sud-Ouest de la France en août 1941.
En 1942, elle est transférée sur le Front de l'Est au sein de l'Heeresgruppe Mitte, avec la 9. Armee contre la 22e armée soviétique.
En 1943, elle passe aux mains de la 4. Armee dans la région de Jelna et de Smolensk. Puis, à partir d'octobre 1943 avec la 3. Panzerarmee, elle combat à Vitebsk où elle subit de lourdes pertes. Son commandant, le Generalmajor Claus Müller-Bülow est fait prisonnier le 27 juin 1944. Réduite à un Kampfgruppe (groupe de combat), elle est anéantie en juillet 1944.
La 246e Volksgrenadier Division est formée le 15 septembre 1944 dans la région de Prague à partir des survivants de la 246. Infanterie-Division détruite en juillet 1944, et d'éléments de la Kriegsmarine et de la 565. Volksgrenadier-Division (créée en août), non opérationnelle (éléments de la 78. Sturm Division) et dissoute de facto.
Le 7 octobre 1944 elle relève la 116. Panzer-Division à Aix-la-Chapelle et est forcée de se rendre deux semaines plus tard.
Elle est reformée en novembre 1944 et absorbe des éléments de la 49. Infanterie-Division dissoute. Elle revient combattre dans la région aixoise, puis dans la forêt de Huertgen, où elle subit de lourdes pertes.
Une nouvelle fois recomplétée par des éléments de la Luftwaffe, elle continue à se battre contre l'armée américaine jusqu'à la fin de la guerre, quand elle se rend près de Francfort-sur-le-Main.

## Organisation

### Commandants
| Date                                  | Grade                        | Commandant         |
| ------------------------------------- | ---------------------------- | ------------------ |
| 1er septembre 1939 - 13 décembre 1941 | Generalleutnant              | Erich Denecke      |
| 13 décembre 1941 - 16 mai 1943        | Generalleutnant              | Maximilian Siry    |
| 16 mai 1943 - 12 septembre 1943       | Generalmajor                 | Konrad von Alberti |
| 12 septembre 1943 - 5 octobre 1943    | Generalmajor                 | Heinz Fiebig       |
| 5 octobre 1943 - 20 avril 1944        | Generalleutnant              | Wilhelm Falley     |
| 20 avril 1944 - 27 juin 1944          | Generalmajor                 | Claus Müller-Bülow |
|                                       | 246e Volksgrenadier Division |                    |
| 1er septembre 1944 - 21 octobre 1944  | Oberst                       | Gerhard Wilck      |
| 21 octobre 1944 - 1er janvier 1945    | Generalmajor                 | Peter Körte        |
| 1er janvier 1945                      | Oberst                       | List               |
| 1er janvier 1945 - 8 mai 1945         | Generalmajor                 | Dr Walter Kühn     |

### Officiers d'opérations (Generalstabsoffiziere (Ia))
| Date                                | Grade                        | Commandant              |
| ----------------------------------- | ---------------------------- | ----------------------- |
| 26 août 1939 - 20 avril 1940        | Hauptmann i.G.               | Wilhelm Knüppel         |
| 20 avril 1940 - 1er août 1940       | Major i.G.                   | Peter Pantenius         |
| Août 1940 - février 1941            | ?                            | ?                       |
| Février 1941 - décembre 1941        | Oberstleutnant i.G.          | Friedrich Kuhn          |
| Décembre 1941 - janvier 1943        | Oberstleutnant i.G.          | Max Freiherr von Schade |
| Janvier 1943 - juin 1944            | Oberstleutnant i.G.          | Gerhard Rauch           |
|                                     | 246e Volksgrenadier Division |                         |
| 11 septembre 1944 - 29 octobre 1944 | Major                        | Rolf Heyd               |
| 29 octobre 1944 - ? 1945            | Major                        | Walter Hiltrop          |

## Théâtres d'opérations
- Septembre 1939 - mai 1940
  - Allemagne
- Mai 1940 - juin 1940
  - France
- Juin 1940 - août 1941
  - Allemagne
- Août 1941 - janvier 1942
  - France
- Janvier 1942 - juin 1944
  - Front de l'Est, secteur Centre
- Septembre 1944 - mai 1945
  - France et Ouest de l'Allemagne

## Ordres de bataille
246e division d'infanterie
- Infanterie-Regiment 313
- Infanterie-Regiment 352
- Infanterie-Regiment 404
- Artillerie-Regiment 246
  - I. Abteilung
  - II. Abteilung
  - III. Abteilung
  - IV. Abteilung
- Pionier-Bataillon 246
- Feldersatz-Bataillon 246
- Panzerabwehr-Abteilung 246
- Aufklärungs-Abteilung 246
- Infanterie-Divisions-Nachrichten-Abteilung 246
- Infanterie-Divisions-Nachschubführer 246

246e Volksgrenadier Division
- Grenadier-Regiment 352
- Grenadier-Regiment 404
- Grenadier-Regiment 689
- Artillerie-Regiment 246
  - I. Abteilung
  - II. Abteilung
  - III. Abteilung
  - IV. Abteilung
- Divisions-Einheiten 246